# 白石勇
白石 勇（しらいし いさむ、1986年10月27日 - ）は、日本の俳優。エビス大黒舎・Team Ebisu所属。兵庫県出身。身長175cm、体重72kg。
趣味は歌う事。特技は、バスケットボール・ギター・関西弁。

## 出演

### 映画
- 中川家　佐々木想監督
- 7s - アクション俳優役（2015年11月7日、藤井道人監督）

### テレビ
- 軍師官兵衛　第49・50話（2014年12月7日・12月21日、NHK）
- わたしのウチには、なんにもない。　第1話（2016年2月6日、NHK BSプレミアム） - 洗剤C役
- プレミアムよるドラマ『ママゴト』第1話（2016年8月30日-、NHK BSプレミアム）
- ラブホの上野さん Season2　第6話（2017年、フジテレビ）

### 舞台
- 侵略1/4（2011年6月3日-6月5日、青山ねりもの協会公演）[2][3]
- 新版 排領妻始末（杉良太郎プロデュース公演）
- 初級恋愛講座（2014年7月12日-7月13日、エビ大塾TRIAL ACT vol.2公演）
- JazzDance FESTIVAL（一般社団法人日本ジャズダンス芸術協会主催）
- 飛龍伝2016 - 桂木純一郎役（2016年2月2日-2月7日、大坪企画vol.2、作:つかこうへい　演出:春田純一）[4][5]
- 売春捜査官（1月31日-2月5日、アズタハルサプロデュースサンモールスタジオ提携公演）[6]

### その他
- Vシネマ 本当にあった呪いの映像 - 投稿者・菊池役　坂井田俊監督
- Vシネマ　ほんとうに映った!監死カメラ3　「巣食うもの篇」　福田陽平監督
- STEEL　エスエス製薬　エスカップ